# Vicente Lobo Arjona y Marqués
Vicente Lobo Arjona y Marqués (Aracena, província de Huelva, 26 de setembre de 1758 - Sevilla, 15 de desembre de 1836), fou un prevere andalús.
El 29 de setembre de 1785 fou nomenat de manera provisional com a director de la Biblioteca Pública Episcopal del Seminari de Barcelona, fent-se oficial el 5 d'octubre d'aquell mateix any, en substitució de Joaquín Nicolás Rincón. El bisbe Gavino de Valladares y Mesía, en una diligència del 5 de novembre de 1785, li atorgà la possessió plena de la Biblioteca de forma regular. Exercí el càrrec fins al 1789.
Fou canonge i racioner de la Catedral de Sevilla. Tenia la consideració de cavaller pensionista eclesiàstic segons un decret de 20 de novembre de 1819. El 27 de gener de 1820 va ingressar a l'Orde de Carles III, amb l'expedient 1.781.